# Margit Nagy-Sándor
Margit Nagy-Sándor (Debrecen, Hungría, 29 de mayo de 1921-15 de enero de 2001) es una gimnasta artística húngara, sucampeona olímpica en 1948 en el concurso por equipos.

## Carrera deportiva
En los JJ. OO. de Berlín 1936 consigue el bronce por equipos, tras las alemanas y checoslovacas.
Y en las Olimpiadas de Londres 1948 gana la plata en el concurso por equipos, tras las checoslovacas y por delante de las estadounidenses, siendo sus compañeras de equipo: Edit Weckinger, Mária Zalai-Kövi, Irén Karcsics, Erzsébet Gulyás-Köteles, Olga Tass, Anna Fehér y Erzsébet Balázs.